# Leopold của Battenberg
Leopold Arthue Louis của Battenberg, sau là Lord Leopold Arthur Louis Mountbatten (21 tháng 5 năm 1889 – 23 tháng 4 năm 1922) là một sĩ quan Lục quân Anh và là hậu duệ của Gia tộc Battenberg xứ Hessen và Vương thất Anh. Là con trai của Beatrice của Liên hiệp Anh và Heinrich xứ Battenberg, cháu trai của Victoria I của Liên hiệp Anh, Leopold được gọi là Thân vương tôn/Vương tôn Leopold của Battenberg từ khi sinh ra cho đến năm 1917, khi Vương thất Anh từ bỏ tước hiệu Đức trong Chiến tranh thế giới thứ nhất và Gia tộc Battenberg đổi tên thành Mountbatten.